# Филярчук, Семён Евдокимович
Семён Евдокимович Филярчук (1910—1991) — советский специалист горнорудной промышленности, директор Гайского горно-обогатительного комбината имени Ленинского комсомола Оренбургской области, Герой Социалистического Труда (1971).

## Биография
Родился 14 сентября 1910 года в селе Буркачи Владимир-Волынского уезда Волынской губернии Российской империи, в бедной крестьянской семье.
Рано потеряв родителей, Семён воспитывался в сиротском приюте при монастыре, а затем — в детском доме в Курской области. Окончил Борисовское профессионально-техническое училище и Липецкий горно-металлургический техникум (в 1932 году). В 1932—1934 годах был техническим руководителем, затем — начальником Балканского рудника в Челябинской области, а в 1934—1935 годах — управляющим Бурановским рудником в Челябинской области. В 1935—1937 годах — начальник участка Дзержинского рудоуправления в городе Кривой Рог Днепропетровской области.
В 1937 году переехал на Южный Урал в город Медногорск Оренбургской области, где в 1937—1938 годах работал начальником взрывного цеха Блявинского рудника в Медногорске.
В 1938—1956 годах на этом руднике последовательно занимал должности начальника отдела подготовки кадров горного техникума, заместителя главного инженера рудника, начальника горизонта, начальника производственно-технического отдела рудника, главного инженера по горному производству Медногорского медно-серного комбината. Под его руководством был выполнен переход Блявинского рудника на открытый способ разработки.
В 1956—1959 годах — главный инженер Башкирского медно-серного комбината в Сибае.
В 1959—1973 годах — первый директор Гайского горно-обогатительного комбината в городе Гай Оренбургской области. Под руководством С. Е. Филярчука на пустом месте было выполнено создание карьера и строительство горно-обогатительного предприятия, которое стало передовым в цветной металлургии СССР. В 1964 году Совет Министров СССР присвоил комбинату имя Ленинского комсомола. В 1971 году комбинат был награждён орденом Ленина.
Кроме производственной, С. Е. Филярчук занимался общественной деятельностью — избирался депутатом Верховного Совета РСФСР 7-го созыва, был делегатом XXIV съезда КПСС.
С 1973 года находился на пенсии, проживал в Гае.
Умер 10 августа 1991 года. Похоронен на Николо-Архангельском кладбище Москвы. В память С. Е. Филярчука названа одна из улиц Гая.

## Награды
- Указом Президиума Верховного Совета СССР 30 марта 1971 года за выдающиеся успехи, достигнутые в развитии цветной металлургии, Филярчуку Семёну Евдокимовичу было присвоено звание Героя Социалистического Труда с вручением ордена Ленина и золотой медали «Серп и Молот».
- Также был награждён ещё двумя орденами Ленина (09.06.1961, 20.05.1966), орденом Трудового Красного Знамени (1953) и медалями.
- Почётный гражданин города Гай (04.05.1979).[7]